# Lophozia monoica
Lophozia monoica är en bladmossart som först beskrevs av Eliza Amy Hodgson, och fick sitt nu gällande namn av J.J.Engel. Lophozia monoica ingår i släktet flikmossor, och familjen Scapaniaceae. Inga underarter finns listade i Catalogue of Life.